# فيبوناتي
فيبوناتي ( سيلينتان : ليفوناتي ) هي بلدة ومدينة في مقاطعة ساليرنو في منطقة كامبانيا جنوب غرب إيطاليا .

## جغرافية
تقع فيبوناتي في جنوب سيلينتو ، وهي مدينة تل بالقرب من ساحل سيلينتان ، على بعد بضعة كيلومترات من سابري وكابيتيلو وبوليكاسترو . تقع البلدية على حدود كاساليتو سبارتانو وإسباني وسانتا مارينا وسابري وتوراكا وتورتوريلا . كقرية صغيرة واحدة ، ( كَسْر ) ، قرية فيلاماري الساحلية.